# جو ميرسا مارلي
جو ميرسا مارلي (12 مارس 1991-27 ديسمبر 2022) مغني موسيقى ريغي جامايكي، نجل ستيفن مارلي وحفيد موسيقي الريغي بوب مارلي. توفي مارلي إثر نوبة ربو عن عمر يناهز 31 عامًا.

## حياته
جو ميرسا مارلي من مواليد يوم 12 مارس 1991 في مدينه كينجستون.

## حياته الفنية
ولدت مارلي في 12 مارس 1991 في كينجستون بجامايكا. ظهر لأول مرة مع "My Girl" في عام 2010 حيث تعاون مع ابن عمه Daniel Bambaata Marley. في عام 2012 ، أصدر أغنية "Bad So" التي تم تضمينها في ألبومه EP بعنوان "Comfortable" في عام 2014. وأصدر ألبومه الأول بعنوان "Eternal" في عام 2021.
جو ميرسا مارلي عمل مع Tuff Gong وقدم الأنواع الفنية
- موسيقى ريغي

## الروابط الخارجية
- جو ميرسا مارلي التسجيلات من ديسكاغز.كوم
- جو ميرسا مارلي في قاعدة بيانات الأفلام على الإنترنت